# Pseudonitocris nigricollis
Pseudonitocris nigricollis là một loài bọ cánh cứng trong họ Cerambycidae.